# Niasbeo
Der Niasbeo (Gracula robusta) ist eine seltene Singvogelart aus der Familie der Stare. Er kommt auf den Banyak-Inseln (Babi, Bangkaru und Tuangku) und auf Nias vor der Westküste Sumatras vor.

## Merkmale
Der Niasbeo erreicht eine Körperlänge von 32 cm. Die Federn vor den Augen sind nach innen und oben gerichtet, auf der Mittellinie des Oberkopfes sind sie abgeflacht. Unter den Augen befindet sich ein großer nackter Flecken. Die Kopfseiten hinter den Augen sind durch große Hautlappen charakterisiert, die bis zum Hinterkopf reichen und sich an der Mittellinie treffen. Das Gefieder ist meist schwarz, an der Stirn, am Scheitel und am Körper violett glänzend. Bürzel und Bauch sind türkis gefärbt. Flügel und Schwanz sind bräunlich-schwarz. Die Handschwingenfedern zeigen sehr große weiße Flecken, die sich fast bis zu den Federbasen erstrecken. Die Armschwingenfedern sind am Federschaft weiß. Die Iris ist braun. Die nackte Gesichtshaut und der Kehllappen sind gelb. Der Schnabel ist rot. Die Schnabelbasis ist orangerot und die Spitze ist gelb. Die Beine sind gelb. Der schwere Schnabel ist stark gebogen. Die Geschlechter sehen gleich aus. Die juvenilen Vögel sind bisher unbeschrieben.

## Systematik
Der Niasbeo wurde 1887 von Tommaso Salvadori als eigenständige Art beschrieben. 1944 wurde er von Sidney Dillon Ripley als Unterart des Beos klassifiziert. 1998 erhielt er von Chris Feare und Adrian Craig erneut Artstatus.

## Lebensraum und Lebensweise
Der Niasbeo bewohnt feuchtes, immergrünes Waldland in Höhenlagen bis 100 m. Über seine Lebensweise ist kaum etwas bekannt. Die Art ist für ihre Fähigkeit bekannt, Geräusche zu imitieren, einschließlich der menschlichen Sprache.

## Status
Die IUCN klassifiziert den Niasbeo in die Kategorie vom Aussterben bedroht (critically endangered). Die Gesamtpopulation wird auf 250 bis 400 Individuen geschätzt, darunter befinden sich 160 bis 270 Altvögel. Auf Nias galt die Art ab 1990 als verschollen, nachdem der Ornithologe Nick Dymond dort nach einer 17-tägigen Suche kein Exemplar nachweisen konnte. 2015 gelang tschechischen Wissenschaftlern die Wiederentdeckung von zwei Exemplaren. Die Population auf Babi ist erloschen. Die Hauptgefährdung stellt die Fallenjagd für den Käfighandel dar.